# GRP (音楽プロデューサー)
GRP（じーあーるぴー、1984年4月29日 - ）は、日本の男性音楽プロデューサー、作曲家、編曲家。大阪府出身。テレビ朝日ミュージック所属。

## 略歴
小学生の頃、学童保育で教師のピアノ演奏に触発され、家にあったアップライトピアノを用いて耳コピーを始めたのが音楽との出会い。中学生になる頃にはギターやドラムも始めてバンドを結成し、1日8時間練習していた。当時の音楽業界は小室哲哉の全盛期でその影響もあって打ち込み音楽に関心を持ち、祖父に買ってもらったシンセサイザー「Yamaha EOS-B2000」で作曲に取り組むようになった。
高校時代、同級生のKAYと出会ってここでもバンドを組み、二人とも同じ音楽大学に進学して2005年に音楽プロデューサーユニット「L-m-T」を共に結成する。在学中はラッパーやシンガーとのセッション、クラブシンガーのトラック制作など多様な経験を積んだ。大学卒業後、2010年にSpontaniaのアルバム曲『ONE』の制作に参加したことがメジャー市場で仕事を得られる転機となり、その後は一緒に仕事をした人の紹介などでソナーポケットやET-KING、SEAMOの楽曲制作に携わることでプロとしての評価を高めていった。
2012年頃、複数人でのコライトを通して互いのアイデアや音楽性を補完し合うスタイルを経験、取り入れるようになり、移り変わりの早い音楽業界でグローバルな手法に強く意識が向くようになる。2017年11月、安室奈美恵のオールタイム・ベストアルバム『Finally』にて『SO CRAZY』の再録版にミュージシャンとして参加し、多感な時期に聞いていた人気アーティスト作品へのクレジットはキャリアハイライトの一つとなった。

### ロサンゼルス移住以降
2017年末から拠点をアメリカ・ロサンゼルスに移転。その何年か前からKAYの誘いもあってロサンゼルスのソングライターやプロデューサーとセッションを重ねる機会があり、音楽制作において自由かつ正直な表現が可能な現地の環境に魅力を感じた末の決断で、2015年頃から英語習得にも取り組んでいた。しかし2020年には新型コロナウイルスの影響によるビザ更新の不許可を受けていったん日本に帰国、2022年にようやくビザが下りて再度移住することになる。
2020年12月、King & Prince『I promise』によってキャリアではじめて自身の制作楽曲が紅白歌合戦で披露された。2024年には制作に参加したこっちのけんと『はいよろこんで』のYouTube再生回数が1億回を突破、レコード大賞の最優秀新人賞受賞と紅白歌合戦での披露も実現している。

## 人物
- GRPという名前は、学生時代に一部の友人から「ゴリラ」と呼ばれており、可愛くしてほしいと伝えたところ「ピー」をつけて「ゴリピー」と呼ばれたのが始まり。その後の音楽活動で自分の名前をクレジットするときに、ゴリピーの頭文字を取って「GRP」とした[4]。

## 提供作品

### アーティスト
- こっちのけんと
  - 「死ぬな！」（2022年、共作曲・編曲）
  - 「どんぐりGAME」（2023年、共作曲・編曲）
  - 「はいよろこんで」（2024年、共作曲・編曲）[15][16]
  - 「もういいよ」（2024年、共作曲・編曲）[17]
  - 「それもいいね」（2025年、共作曲・編曲）[18][注 1]
  - 「けっかおーらい」（2025年、共作曲・編曲）[19][注 2]
- 安室奈美恵
  - 「SO CRAZY」（2017年、ベストアルバム『Finally』の再録版にミュージシャンとして参加）[6]
- King & Prince
  - 「描いた未来 ～たどり着くまで～」（2019年、共作曲・編曲）
  - 「MIXTURE」（2019年、編曲）
  - 「Laugh & ...」（2020年、共作曲・編曲）
  - 「I promise」（2020年、共作曲）[11][注 3]
  - 「1999」（2023年、編曲）
- Sexy Zone（timelesz）
  - 「Forever L」（2015年、編曲）
  - 「You're the only one」（2016年、編曲）
  - 「...more」（2016年、編曲）
  - 「O.N.E ～Our New Era～」（2018年、編曲）[22]
  - 「Because of 愛」（2019年、編曲）[23]
  - 「極東DANCE」（2020年、編曲）[24]
  - 「SHE IS...LOVE」（2020年、編曲）[24]
  - 「Iris」（2022年、編曲）
  - 「再開の合図」（2023年、編曲）
  - 「ワィワィHaワィ」（2024年、共作曲・編曲）
  - 「Head Up」（2025年、共編曲）
  - 「手をたたけ愛ならせ」（2025年、編曲）
  - 「We're timelesz」（2025年、共作曲・編曲）
- Kis-My-Ft2
  - 「NOVEL」（2015年、共作曲・編曲）[注 4]
  - 「君のいる世界」（2017年、共作曲・編曲）[注 4]
  - 「Baby Love」（2017年、共作曲）
- Travis Japan
  - 「HBD」（2024年、編曲）
  - 「Warm It Up」（2024年、編曲）
  - 「Tokyo Crazy Night」（2025年、編曲）[注 5]
- KAT-TUN
  - 「Don't wait」（2018年、共作曲）
- Hey! Say! JUMP
  - 「159」（2018年、共編曲）
- 関ジャニ∞（SUPER EIGHT）
  - 「Masterpiece」（2014年、共作曲・共編曲）[28]
  - 「The Light」（2016年、共作曲・共編曲）
  - 「パノラマ」（2016年、共作曲）[29][注 6]
- ジャニーズWEST（WEST.）
  - 「Lovely Xmas」（2015年、共作曲・編曲）
  - 「君だけの 僕だけの」（2020年、共作曲・編曲）
  - 「Pinocchio」（2021年、作曲・編曲）
- カスタマイZ
  - 「解」（2015年、共作曲・編曲）[31][注 7]
- COLOR CREATION
  - 「Flying Memories」（2018年、共作曲・編曲）
- 西野カナ
  - 「can't stop, won't stop」（2013年、共作曲）
  - 「HAPPY HAPPY」（2013年、共作曲）
- ケツメイシ
  - 「ヤシの木のように」（2016年、共作曲・編曲）[32]
  - 「つながって」（2017年、編曲）[注 8]
  - 「海外駐在員への唄」（2024年、共作曲・編曲）[注 9]
  - 「普通ってなんだよ」（2024年、共作曲・編曲）
  - 「泣いても笑って」（2024年、編曲）[注 10]
- 三代目 J SOUL BROTHERS
  - 「BLAZE」（2024年、共作曲・編曲）[35]
- IZ*ONE
  - 「Tomorrow」（2019年、共作曲・編曲）
- STU48
  - 「ペダルと車輪と来た道と」（2018年、作曲）[注 11]
- 河西智美
  - 「最後のナミダ」（2017年、共作曲・編曲）
- 超ときめき♡宣伝部
  - 「フレ!フレ!」（2017年、共作曲）
- THE HOOPERS
  - 「情熱は枯葉のように」（2015年、共作曲）
  - 「Life is beautiful」（2018年、共作曲）
- BTOB
  - 「Brand new days ～どんな未来を～」（2017年、共作曲・編曲）
- GReeeeN
  - 「Song 4 U」（2022年、編曲）[36]
- Spontania
  - 「ONE」（2010年、作曲）
  - 「確かな何か」（2011年、共作曲）
- ソナーポケット
  - 「365日のラブストーリー。」（2011年、共作曲）[注 12][注 13][注 14]
  - 「MY SWEET HOME」（2012年、共作曲・編曲）
  - 「月火水木金土日。〜君に贈る歌〜」（2012年、共作曲）[注 15][注 16]
  - 「キミ記念日〜生まれて来てくれてアリガトウ。〜」（2012年、共作曲）[注 17][注 18]
  - 「片想い。～リナリア～」（2013年、共作曲）[注 19]
  - 「My Honey」（2015年、共作曲）
  - 「春」（2015年、共作曲・編曲）
  - 「戻らないラブストーリー。」（2015年、共作曲）[注 20][注 21]
  - 「Promise ～365日のラブレター。～(EDMメドレー)」（2016年、共作曲）
  - 「ベストフレンド」（2016年、共作曲）[注 22]
  - 「ONE-SIDED LOVE」（2016年、共作曲）[注 23]
  - 「静かな夜空であなたと繋がった」（2021年、編曲）
- ET-KING
  - 「ただいまおかえり」（2011年、編曲）
  - 「君にとどけ」（2011年、編曲）
  - 「泣いて笑え!」（2012年、共作曲・編曲）
  - 「mother」（2012年、作曲・編曲）[注 24]
  - 「この街の空」（2019年、共作曲・編曲）
- SEAMO
  - 「My Place ～君と僕の場所～ feat. BRIDGET, あぬえぬえ∞ぶれいん」（2012年、共作曲）
  - 「ホン☆TOKAI-SEAMO ver.-」（2012年、共作曲）
  - 「GET A CHANCE feat. BRIDGET, あぬえぬえ∞ぶれいん」（2012年、共作詞・共作曲・編曲）
  - 「TREASURE」（2013年、共作曲）[注 25]
  - 「No.1」（2013年、共作曲）[注 26]
- TENSONG
  - 「カタルシス」（2021年、編曲）
- ベリーグッドマン
  - 「ドリームキャッチャー」（2018年、共作曲・編曲）[注 27]
- 堂村璃羽
  - 「この世界から愛が消えた日」（2021年、アルバムプロデュース）
- 剛力彩芽
  - 「キミイロ」（2015年、共作曲・編曲）[39]
- まるり
  - 「春色」（2024年、共作曲・編曲）
- 小林柊矢
  - 「ドライヤー」（2020年、編曲）
  - 「茶色のセーター」（2021年、編曲）
  - 「プレイボール」（2022年、編曲）
  - 「惑星」（2023年、編曲）[40]
- 竹内唯人
  - 「XX」（2021年、作曲・編曲）[41]
  - 「Roar」（2021年、作曲・編曲）[41]
  - 「I GOTTA SAY」（2022年、共作曲）[42]
  - 「Day and Night」（2022年、共作曲）[43]
- VOLTACTION
  - 「インレイド Dance Remix」（2024年、編曲）[44]
- XSOLEIL
  - 「HOLD IT DOWN」（2022年、作曲・プロデュース）[45]
- 東京ゲゲゲイ
  - 「BLACK LIP」（2020年、共作曲・編曲）[46]
- 韻マン
  - 「Rebellion」（2022年、アルバムプロデュース）
- 百足
  - 「Orange」（2024年、EP MIX・マスタリング）[47]
- 百足&韻マン
  - 「MILLION」（2023年、アルバムMIX）
- IMP.
  - 「To U」（2024年、共作曲・編曲）
- 佐藤聡美
  - 「crystal song」（2016年、共作曲・編曲）[48][注 28]
- 佐々木李子
  - 「明日への風」（2018年、作曲・編曲）[49][注 29]
- Anna
  - 「枝垂桜」（2021年、編曲）[51]
  - 「cactus」（2021年、編曲）[52]
- 蒼井翔太
  - 「SMILE SMILE SMILE」（2017年、共作詞・共作曲・共編曲）
- 三浦風雅
  - 「Call my name」（2022年、共作曲・編曲）[53]
- 富田美憂
  - 「Ageha Twilight」（2019年、作曲・編曲）[54]
  - 「ジレンマ」（2021年、共作曲・編曲）[55]
- ダム盛山
  - 「東京〜Lose Myself〜」（2024年、共作曲・編曲・Voディレクション）[56]

### アニメ・ゲームソング
- バンダイナムコグループ
  - アイドリッシュセブン TRIGGER
    - 「In the meantime」（2017年、共作曲・編曲）[57]
    - 「My Precious World」（2021年、共作曲・編曲）[58]

  - Jus-2-Mint
    - 「Super Duper」（2020年、共作曲・編曲）

  - 所恵美
    - 「Beautiful Believer」（2022年、共作曲・編曲）

  - SHADE OF SPADE
    - 「Criminally Dinner ～正餐とイーヴルナイフ～」（2022年、共作曲・編曲）
- カプコン
  - 「Not On The Sidelines」（2022年、プロデュース） - 『ストリートファイター6』メインテーマ曲[59][60]

### 劇伴・企業CM等
- テレビ朝日
  - 「アニマルエレジー」番組BGM（2020年）
- Abema TV
  - 「ラブパワーキングダム〜恋愛強者選挙〜」劇中曲（2025年）[61]
- サンリオ
  - ハーモニーランド「Magical Masquerade 〜Excite〜」劇中曲（2024年、共作曲・編曲）[62][63]
- NIKE
  - 「REACT VISION」中国向けアプリCM音楽（2020年、サウンドプロデュース）[64]

## 出演

### テレビ
- 音楽チャンプ2022 3時間SP（2022年9月28日、テレビ朝日） - スタジオ審査員として
- BREAK OUT（2022年10月19日、テレビ朝日） - GRP特集回[65][66]
- 見取り図じゃん（2024年7月23日、テレビ朝日）[67]
- musicる TV（2025年1月27日、テレビ朝日） - GRP特集回[68]